# Perodicticus
Pottos
Pour les autres primates également appelés Pottos, voir Potto.
Genre
Les pottos forment un genre (Perodicticus) de primates strepsirrhiniens de la famille des Lorisidae.

## Liste d'espèces
D'après l'ouvrage Handbook of the Mammals of the World en 2013, le genre comprend trois espèces :
- Perodicticus potto Müller, 1766 — Potto de Bosman ;
- Perodicticus edwardsi Bouvier, 1879 (ou P. faustus Thomas, 1910) — Potto du Cameroun (de) ;
- Perodicticus ibeanus Thomas, 1910 — Potto d'Afrique de l'Est (de).

Ces deux dernières espèces sont parfois considérées comme des sous-espèces (Perodicticus potto edwardsi et Perodicticus potto ibeanus) de l'unique espèce Perodicticus potto, avec une autre sous-espèce nommée Perodicticus potto stockleyi.
La création du genre Pseudopotto a été proposée en 1996 à partir de deux squelettes, précédemment identifiés comme Perodicticus, en raison de leurs caractéristiques morphologiques très différentes. La place de ce « Faux Potto » fait débat, mais il semblerait qu'une meilleure compréhension des variations au sein des pottos soit nécessaire avant de cautionner la création d'un nouveau genre.